# Catalina del Pozo y Molleda
Catalina del Pozo y Molleda (Madrid, 1610 - Alcalá de Henares, 7 d'octubre de 1681) va ser una religiosa carmelita descalça castellana, coneguda amb el nom Catalina Marcela de San Gabriel, membre de la comunitat del convent de la Imatge d'Alcalá de Henares.
Nascuda a Madrid el 1610, va ser filla de Juan del Pozo i d'Agustina Molleda.
Va prendre l'hàbit de religiosa al convent de la Imatge d'Alcalá de Henares el 19 de març de 1639, i hi va professar el 3 de maig del mateix any. Hom afirma que va fer tota mena de feines al convent, però com era una persona amb molts escrúpols, raó per la qual va provocar la molèstia als confessors de la comunitat i la resta de les germanes se la miraven amb antipatia. Durant molts anys va estar cega, amb tot, mai va faltar a la disciplina de la comunitat, vestia de manera austera i poc abrigada, dejunava sovint, especialment en les vigílies de les festivitats de la Verge Maria, i es va dedicar contínuament a l'oració. També es diu que no utilitzava un llit per dormir, sinó que dormia a terra o feia l'exercici de mantenir-se reposada en forma de creu sobre la paret, sostenint-se amb dos claus.
Deu mesos abans de la seva mort, no podia moure's a causa d'una apostema al genoll, que malgrat l'opinió del cirurgià que la va atendre, va poder-se curar poc abans de morir, el 7 d'octubre de 1681, als 44 anys.